# Ildebrando Imberciadori
Ildebrando Imberciadori (Castel del Piano, 21 aprile 1902 – Firenze, 14 aprile 1995) è stato uno storico italiano.

## Biografia
Discendente di Orazio Imberciadori (1788–1861), nel corso della sua vita compì studi storici approfonditi in materia di agricoltura, diritto, evoluzione urbana. Gli sono stati intitolati il Museo di storia locale Ildebrando Imberciadori di Montepescali, il Museo delle culture agricole di Castel del Piano ed una fondazione istituita dal comune di Castel del Piano che si occupa di ricerca storica e che è presieduta da Giuliano Amato. I suoi studi, fondati su ricerche minuziosissime, furono però giudicati spesso poco attenti agli aspetti "strutturali e politici".

## Riconoscimenti
- 1961 - Grifone d'oro: "Per la fama da lui acquisita in campo nazionale e per i meriti eccezionali da lui conseguiti con gli studi compiuti sulla storia patria (Grosseto e provincia, nei suoi vari aspetti: economico, politico, ecc."[2]

## Opere principali
- Mezzadria classica toscana con documentazione inedita dal IX al XIV sec., Firenze, Vallecchi, 1951
- Campagna toscana nel '700: dalla reggenza alla restaurazione, 1737-1815, Firenze, Vallecchi, 1953
- Forze e aspetti industriali della Toscana nel primo '800, Firenze, Vallecchi, 1961
- Economia toscana nel primo '800: dalla restaurazione al regno, 1815-1861, Firenze, Vallecchi, 1961
- Amiata e maremma tra il IX e il XX secolo, Parma, La nazionale tipografica, 1971
- Studi su Amiata e Maremma, Firenze, Accademia dei Georgofili, 2002